# Arnolfo di Milano (cronista)
Arnolfo di Milano (1030 circa – 1080 circa) è stato uno scrittore e presbitero italiano.
È conosciuto soprattutto come autore di un'importante cronaca della città di Milano.
Pronipote di un fratello dell'arcivescovo Arnolfo I di Arsago (970-974), si può supporre che appartenesse a una famiglia di ceto elevato; dimostra di conoscere la Scrittura e la legislazione ecclesiastica e di avere una certa erudizione classica.  Per questi motivi si pensa che fosse un membro del clero ordinario (o clero cardinale, quello che comprendeva i chierici in servizio presso le due cattedrali di Milano, distinti dai membri del clero decumano, che lavoravano nelle altre chiese della città).
Nel 1077 fece parte di una delegazione di milanesi inviata a papa Gregorio VII (che forse si trovava a Canossa) per trattare la riconciliazione tra Milano e la sede papale.

## IlLiber gestorum recentium
Quest'opera di Arnolfo da Milano, una delle fonti fondamentali per la storia di Milano nel Medioevo, è conosciuta con due titoli differenti.
Nelle ultime due edizioni (1994 e 1996), il titolo dell'opera è Liber gestorum recentium, mentre l'edizione di fine Ottocento nei Monumenta Germaniae Historica (sezione Scriptores) aveva come titolo Gesta Archiepiscoporum Mediolanensium.
In effetti, negli ultimi decenni si è passati dall'interpretare la sua opera come una cronaca cittadina, al vedere in essa un libello polemico, un esempio della pubblicistica del tempo della riforma dell’XI secolo (e infatti ora è pubblicato nei tre volumi dei Libelli litis imperatorum et pontificum dei MGH): primo ad avere interpretato l'opera in questa prospettiva è stato Ovidio Capitani.
L'opera è divisa in cinque libri.  I primi tre sono molto coerenti: in particolare il secondo è dedicato all'episcopato di Ariberto d'Intimiano, il terzo allo scontro tra patarini e contrari alla riforma (e il cronista Arnolfo è decisamente schierato contro i simpatizzanti delle riforme volute dai papi, considerati perturbatores dell'ordine e dell'autonomia di Milano).
Nel quarto e quinto libro, invece, l'iniziale giudizio negativo sulla riforma cambia, e anche il modo con cui parla dei papi riformatori si mitiga moltissimo.  Si pensa che questi libri siano stati aggiunti in un secondo momento (ipotesi suffragata anche dalla circolazione dei manoscritti).
Arnolfo leggeva la storia milanese dal punto di vista delle famiglie capitaneali, gelose custodi dell'egemonia di Milano sull'Italia settentrionale e dell'autonomia della Chiesa ambrosiana.  Una prova di questo punto di vista è il modo con cui viene narrato un episodio a proposito dell'arcivescovo Arnolfo II, che probabilmente era anche parente di Arnolfo cronista.  
Verso il 1006, Pietro, vescovo di Asti, era stato destituito per avere dimostrato simpatie per il partito di Arduino d'Ivrea, e sostituito proprio dall'imperatore Enrico II con un tale Alrico, fratello di Olderico Manfredi II marchese di Torino.  Pietro di Asti si rifugiò a Milano, presso il suo metropolita Arnolfo II.  Quando venne richiesto ad Arnolfo di ordinare vescovo Alrico, questi si rifiutò, proprio perché non vedeva rispettati i suoi diritti di metropolita.  A causa di questo rifiuto, Alrico andò direttamente a Roma, a farsi ordinare da papa Giovanni XVIII.  Arnolfo II fu ancora più indispettito per questa ordinazione, tanto che scomunicò il nuovo vescovo di Asti, e insieme con un esercito di suoi vassalli e con gli altri suffraganei, cinse d'assedio Asti.  Sconfitti Alrico e Olderico Manfredi, Arnolfo costrinse il vescovo a deporre le sue insegne episcopali, salvo poi riconsegnargliele “sanando” la situazione.